# Collegio di Leicester East
Leicester East è un collegio elettorale inglese situato nel Leicestershire, nelle Midlands Orientali, e rappresentato alla Camera dei comuni del Parlamento del Regno Unito. Elegge un membro del parlamento con il sistema è first-past-the-post, ossia maggioritario a turno unico; l'attuale parlamentare è Shivani Raja, del Partito Conservatore, che rappresenta il collegio dal 2024.

## Estensione

Leicester East dal 2010 al 2024

- 1918-1950: i ward del County Borough di Leicester di Belgrave, Latimer, Spinney Hill e West Humberstone.
- 1974-1983: i ward del County Borough di Leicester di Belgrave, Charnwood, Evington, Humberstone e Latimer.
- 1983-2010: i ward della città di Leicester di Belgrave, Charnwood, Coleman, Evington, Humberstone, Latimer, Rushey Mead, Thurncourt e West Humberstone.
- 2010–2024: i ward della città di Leicester di Belgrave, Charnwood, Coleman, Evington, Humberstone and Hamilton, Latimer, Rushey Mead e Thurncourt.
- dal 2024: i ward della città di Leicester di Belgrave, Charnwood, Coleman, Evington (ad eccezione del distretto elettorale EVF), Humberstone and Hamilton, Latimer, Rushey Mead e Thurncourt.[1]

## Membri del parlamento
| Elezione | Elezione      | Deputato                | Partito               |
| -------- | ------------- | ----------------------- | --------------------- |
|          | 1918          | Gordon Hewart           | Liberale              |
|          | 1922 (S)      | George Banton           | Laburista             |
|          | 1922          | Arthur Evans            | Liberale Nazionale    |
|          | 1923          | George Banton           | Laburista             |
|          | 1924          | John Loder              | Conservatore          |
|          | 1929          | Edward Frank Wise       | Laburista             |
|          | 1931          | Abraham Montagu Lyons   | Conservatore          |
|          | 1945          | Terence Norbert Donovan | Laburista             |
|          | 1950          | Collegio abolito        | Collegio abolito      |
|          | Feb 1974      | Collegio ri-istituito   | Collegio ri-istituito |
|          | Feb 1974      | Tom Bradley             | Laburista             |
|          | 1981          | Tom Bradley             | Social Democratico    |
|          | 1983          | Peter Bruinvels         | Conservatore          |
|          | 1987          | Keith Vaz               | Laburista             |
| 2019     | Claudia Webbe |                         | Laburista             |
|          | Claudia Webbe | 2020                    | Indipendente          |
|          | 2024          | Shivani Raja            | Conservatore          |

## Elezioni

### Elezioni negli anni 2020
| Partito                    | Partito                                           | Candidato                  | Risultati 4 luglio 2024 | Risultati 4 luglio 2024 |
| Partito                    | Partito                                           | Candidato                  | Voti                    | %                       |
| -------------------------- | ------------------------------------------------- | -------------------------- | ----------------------- | ----------------------- |
|                            | Conservatore                                      | Shivani Raja               | 14 526                  | 31,10                   |
|                            | Laburista                                         | Rajesh Agrawal             | 10 100                  | 21,62                   |
|                            | Lib Dem                                           | Zuffar Haq                 | 6 329                   | 13,55                   |
|                            | Indipendente                                      | Claudia Webbe              | 5 532                   | 11,84                   |
|                            | One Leicester                                     | Keith Vaz                  | 3 681                   | 7,88                    |
|                            | Reform UK                                         | Raj Solanki                | 2 611                   | 5,59                    |
|                            | Verdi                                             | Mags Lewis                 | 2 143                   | 4,59                    |
|                            | Indipendente                                      | Malihah Adam               | 974                     | 2,09                    |
|                            | Indipendente                                      | Nagarjun Agath             | 703                     | 1,50                    |
|                            | Indipendente                                      | Khandu Patel               | 115                     | 0,25                    |
|                            |                                                   |                            |                         |                         |
| Iscritti                   | Iscritti                                          | Iscritti                   | 76 560                  | 100,00                  |
| ↳ Votanti (% su iscritti)  | ↳ Votanti (% su iscritti)                         | ↳ Votanti (% su iscritti)  | 46 714                  | 61,02                   |
| ↳ Astenuti (% su iscritti) | ↳ Astenuti (% su iscritti)                        | ↳ Astenuti (% su iscritti) | 29 846                  | 38,98                   |
|                            |                                                   |                            |                         |                         |
|                            | Esito: collegio passa da Laburista a Conservatore |                            |                         |                         |

### Elezioni negli anni 2010
| Partito                    | Partito                                | Candidato                  | Risultati 12 dicembre 2019 | Risultati 12 dicembre 2019 |
| Partito                    | Partito                                | Candidato                  | Voti                       | %                          |
| -------------------------- | -------------------------------------- | -------------------------- | -------------------------- | -------------------------- |
|                            | Laburista                              | Claudia Webbe              | 25 090                     | 50,77                      |
|                            | Conservatore                           | Bhupendra Dave             | 19 071                     | 38,59                      |
|                            | Lib Dem                                | Nitesh Dave                | 2 800                      | 5,67                       |
|                            | Brexit                                 | Tara Baldwin               | 1 243                      | 2,52                       |
|                            | Verdi                                  | Melanie Wakley             | 888                        | 1,80                       |
|                            | Indipendente                           | Sanjay Gogia               | 329                        | 0,67                       |
|                            |                                        |                            |                            |                            |
| Iscritti                   | Iscritti                               | Iscritti                   | 78 432                     | 100,00                     |
| ↳ Votanti (% su iscritti)  | ↳ Votanti (% su iscritti)              | ↳ Votanti (% su iscritti)  | 49 421                     | 63,01                      |
| ↳ Astenuti (% su iscritti) | ↳ Astenuti (% su iscritti)             | ↳ Astenuti (% su iscritti) | 29 011                     | 36,99                      |
|                            |                                        |                            |                            |                            |
|                            | Esito: collegio confermato a Laburista |                            |                            |                            |

| Partito                    | Partito                                | Candidato                  | Risultati 8 giugno 2017 | Risultati 8 giugno 2017 |
| Partito                    | Partito                                | Candidato                  | Voti                    | %                       |
| -------------------------- | -------------------------------------- | -------------------------- | ----------------------- | ----------------------- |
|                            | Laburista                              | Keith Vaz                  | 35 116                  | 66,98                   |
|                            | Conservatore                           | Yi He                      | 12 688                  | 24,20                   |
|                            | Indipendente                           | Sujata Barot               | 1 753                   | 3,34                    |
|                            | Lib Dem                                | Nitesh Dave                | 1 343                   | 2,56                    |
|                            | Verdi                                  | Melanie Wakley             | 1 070                   | 2,04                    |
|                            | Indipendente                           | Ian Fox                    | 454                     | 0,87                    |
|                            |                                        |                            |                         |                         |
| Iscritti                   | Iscritti                               | Iscritti                   | 77 780                  | 100,00                  |
| ↳ Votanti (% su iscritti)  | ↳ Votanti (% su iscritti)              | ↳ Votanti (% su iscritti)  | 52 424                  | 67,40                   |
| ↳ Astenuti (% su iscritti) | ↳ Astenuti (% su iscritti)             | ↳ Astenuti (% su iscritti) | 25 356                  | 32,60                   |
|                            |                                        |                            |                         |                         |
|                            | Esito: collegio confermato a Laburista |                            |                         |                         |

| Partito                    | Partito                                | Candidato                  | Risultati 7 maggio 2015 | Risultati 7 maggio 2015 |
| Partito                    | Partito                                | Candidato                  | Voti                    | %                       |
| -------------------------- | -------------------------------------- | -------------------------- | ----------------------- | ----------------------- |
|                            | Laburista                              | Keith Vaz                  | 29 386                  | 61,14                   |
|                            | Conservatore                           | Kishan Devani              | 11 034                  | 22,96                   |
|                            | UKIP                                   | Susanna Steptoe            | 4 290                   | 8,93                    |
|                            | Verdi                                  | Nimit Jethwa               | 1 468                   | 3,05                    |
|                            | Lib Dem                                | Dave Raval                 | 1 233                   | 2,57                    |
|                            | TUSC                                   | Michael Barker             | 540                     | 1,12                    |
|                            | Indipendente                           | Tom Darwood                | 110                     | 0,23                    |
|                            |                                        |                            |                         |                         |
| Iscritti                   | Iscritti                               | Iscritti                   | 76 293                  | 100,00                  |
| ↳ Votanti (% su iscritti)  | ↳ Votanti (% su iscritti)              | ↳ Votanti (% su iscritti)  | 48 599                  | 63,70                   |
| ↳ Astenuti (% su iscritti) | ↳ Astenuti (% su iscritti)             | ↳ Astenuti (% su iscritti) | 27 694                  | 36,30                   |
|                            |                                        |                            |                         |                         |
|                            | Esito: collegio confermato a Laburista |                            |                         |                         |

| Partito                    | Partito                                | Candidato                  | Risultati 6 maggio 2010 | Risultati 6 maggio 2010 |
| Partito                    | Partito                                | Candidato                  | Voti                    | %                       |
| -------------------------- | -------------------------------------- | -------------------------- | ----------------------- | ----------------------- |
|                            | Laburista                              | Keith Vaz                  | 25 804                  | 53,76                   |
|                            | Conservatore                           | Jane Hunt                  | 11 722                  | 24,42                   |
|                            | Lib Dem                                | Ali Asghar                 | 6 817                   | 14,20                   |
|                            | BNP                                    | Colin Gilmore              | 1 700                   | 3,54                    |
|                            | Verdi                                  | Mo Taylor                  | 733                     | 1,53                    |
|                            | UKIP                                   | Felicity Ransome           | 725                     | 1,51                    |
|                            | Unity for Peace and Socialism          | Avtar Sadiq                | 494                     | 1,03                    |
|                            |                                        |                            |                         |                         |
| Iscritti                   | Iscritti                               | Iscritti                   | 72 940                  | 100,00                  |
| ↳ Votanti (% su iscritti)  | ↳ Votanti (% su iscritti)              | ↳ Votanti (% su iscritti)  | 47 995                  | 65,80                   |
| ↳ Astenuti (% su iscritti) | ↳ Astenuti (% su iscritti)             | ↳ Astenuti (% su iscritti) | 24 945                  | 34,20                   |
|                            |                                        |                            |                         |                         |
|                            | Esito: collegio confermato a Laburista |                            |                         |                         |

### Elezioni negli anni 2000
| Partito                    | Partito                                | Candidato                  | Risultati 5 maggio 2005 | Risultati 5 maggio 2005 |
| Partito                    | Partito                                | Candidato                  | Voti                    | %                       |
| -------------------------- | -------------------------------------- | -------------------------- | ----------------------- | ----------------------- |
|                            | Laburista                              | Keith Vaz                  | 24 015                  | 58,14                   |
|                            | Conservatore                           | Suella Fernandes           | 8 139                   | 19,70                   |
|                            | Lib Dem                                | Susan Cooper               | 7 052                   | 17,07                   |
|                            | Veritas                                | Colin Brown                | 1 666                   | 4,03                    |
|                            | Laburista Socialista                   | Valerie Smalley            | 434                     | 1,05                    |
|                            |                                        |                            |                         |                         |
| Iscritti                   | Iscritti                               | Iscritti                   | 66 408                  | 100,00                  |
| ↳ Votanti (% su iscritti)  | ↳ Votanti (% su iscritti)              | ↳ Votanti (% su iscritti)  | 41 306                  | 62,20                   |
| ↳ Astenuti (% su iscritti) | ↳ Astenuti (% su iscritti)             | ↳ Astenuti (% su iscritti) | 25 102                  | 37,80                   |
|                            |                                        |                            |                         |                         |
|                            | Esito: collegio confermato a Laburista |                            |                         |                         |

| Partito                    | Partito                                | Candidato                  | Risultati 7 giugno 2001 | Risultati 7 giugno 2001 |
| Partito                    | Partito                                | Candidato                  | Voti                    | %                       |
| -------------------------- | -------------------------------------- | -------------------------- | ----------------------- | ----------------------- |
|                            | Laburista                              | Keith Vaz                  | 23 402                  | 57,55                   |
|                            | Conservatore                           | John Mugglestone           | 9 960                   | 24,50                   |
|                            | Lib Dem                                | Harpinder Athwal           | 4 989                   | 12,27                   |
|                            | Laburista Socialista                   | David Roberts              | 837                     | 2,06                    |
|                            | BNP                                    | Clive Potter               | 772                     | 1,90                    |
|                            | Indipendente                           | Shirley Bennett            | 701                     | 1,72                    |
|                            |                                        |                            |                         |                         |
| Iscritti                   | Iscritti                               | Iscritti                   | 65 476                  | 100,00                  |
| ↳ Votanti (% su iscritti)  | ↳ Votanti (% su iscritti)              | ↳ Votanti (% su iscritti)  | 40 661                  | 62,10                   |
| ↳ Astenuti (% su iscritti) | ↳ Astenuti (% su iscritti)             | ↳ Astenuti (% su iscritti) | 24 815                  | 37,90                   |
|                            |                                        |                            |                         |                         |
|                            | Esito: collegio confermato a Laburista |                            |                         |                         |

## Risultati dei referendum

### Referendum sulla permanenza del Regno Unito nell'Unione europea del 2016
|             | Collegio       | Lasciare UE % | Rimanere in UE % |
| ----------- | -------------- | ------------- | ---------------- |
|             | Leicester East | 53,1%         | 46,9%            |
| Inghilterra | 53,3%          | 46,7%         |                  |
| Regno Unito | 51,9%          | 48,1%         |                  |